# Álex Adrover
Alejandro Adrover Stobart (Palma de Mallorca, 25 de abril de 1979) es un actor de televisión y teatro.

## Biografía
Álex Adrover nació el 25 de abril de 1979 en Palma de Mallorca (España), desde muy pequeño mostró inclinación por la interpretación.

## Carrera
Álex comenzó su carrera como actor en 2005 con el papel de Miquel Rovira en la serie Vallterra. Al año siguiente, en 2006, participó en el programa de televisión 3 i més. En 2007 debutó en el cine con el papel de Ramallets en la película Lola, película dirigida por Miguel Hermoso. En 2008 y 2009 se unió al elenco de la telenovela Yo soy Bea, en el papel de Roberto Vázquez. En 2009 interpretó el papel de Alberto Cortés en la serie 90-60-90. Diario secreto de una adolescente. En 2009 participó en el programa de televisión Gala TP de Oro 2008. De 2009 a 2022 participó en el programa de televisión Pasapalabra.
En 2010 protagonizó la miniserie Vuelo IL8714. Al año siguiente, en 2011 interpretó el papel de Jaro en un episodio de la serie Hospital Central. En ese mismo año interpretó el papel de Carlos en un episodio de la serie La que se avecina. En 2014 se unió al elenco de la serie Ciega a citas, en el papel de Moisés. Al año siguiente, en 2015 interpretó el papel de Ángel en el cortometraje Error dirigido por JM Asensio.
De 2015 a 2017 fue elegido para interpretar el papel de Salvador Montaner en la telenovela Seis hermanas junto con Celia Freijeiro, María Castro, Mariona Tena, Marta Larralde, Candela Serrat y Carla Díaz. En 2017 participó en el programa de televisión Dani & Flo. En 2019 interpretó el papel de Ángel Belinchón en la serie Derecho a soñar. En el mismo año participó en el programa de televisión MasterChef Celebrity. Al año siguiente, en 2020, interpretó el papel de Carlos Remón en la serie Caronte. En ese mismo año formó parte del elenco de la serie Desaparecidos, en el papel de Antonio Moreno.

## Vida personal
Álex Adrover está vinculado sentimentalmente desde 2008 con la actriz Patricia Montero, con quien se espera que se case en 2023 tras varios aplazamientos. La pareja tuvo dos hijas llamadas Elisa, nacida el 27 de agosto de 2015, y Layla, nacida el 25 de febrero de 2019. La pareja coescribió y publicó un libro de cocina para niños, Alegres y feliz.

## Filmografía

### Cine
- Lola, la película, dirigida por Miguel Hermoso (2007)

### Televisión

#### Series
| Año         | Título                                      | Cadena                  | Personaje            | Notas         |
| ----------- | ------------------------------------------- | ----------------------- | -------------------- | ------------- |
| 2005        | Vallterra                                   | IB3                     | Miquel               |               |
| 2008 - 2009 | Yo soy Bea                                  | Telecinco               | Roberto Vázquez Díaz | 148 episodios |
| 2009        | 90-60-90. Diario secreto de una adolescente | Antena 3                | Alberto Cortés       | 8 episodios   |
| 2010        | Vuelo IL8714                                | Telecinco               |                      | 2 episodios   |
| 2011        | Hospital Central                            | Telecinco               | Jaro                 | 1 episodio    |
| 2011        | La que se avecina                           | Telecinco               | Carlos               | 1 episodio    |
| 2014        | Ciega a citas                               | Cuatro                  | Moisés               | 4 episodios   |
| 2015 - 2017 | Seis hermanas                               | La 1                    | Salvador Montaner    | 489 episodios |
| 2019        | Derecho a soñar                             | La 1                    | Ángel Belinchón      | 130 episodios |
| 2020        | Caronte                                     | Prime Video / Cuatro    | Carlos Remón         | 1 episodio    |
| 2020        | Desaparecidos                               | Prime Video / Telecinco | Antonio Moreno       | 1 episodio    |
| 2024        | La Moderna                                  | La 1                    | Mario                | 57 episodios  |

#### Programas
| Año  | Programa             | Canal     | Notas                       |
| ---- | -------------------- | --------- | --------------------------- |
| 2019 | MasterChef Celebrity | La 1      | Concursante - 7.º expulsado |
| 2025 | Supervivientes       | Telecinco | Concursante - Lesionado     |

### Cortometrajes
- Error, dirigida por JM Asensio (2015)

## Teatro
- El día de mi boda, dirigida por Carlos Silveira
- Teatro Jokers Forum de Barcelona, dirigido por Loco Brusca
- Romeo y Julieta, dirigida por Robert Southman
- Salomé, dirigida por Raúl Mena

## Programas de televisión
- 3 meses (2006)
- Gala Dorada de TP 2008 (2009)
- Pasapalabra (2009-2022, en Telecinco y Antena 3)
- Dani y Flo (2017, en Cuatro)
- MasterChef Celebrity (2019, en La 1)
- Supervivientes (2025, en Telecinco)

## Actores de doblaje italianos
En las versiones italianas de sus películas y series de televisión, Álex Adrover ha sido doblado por:
- Raffaele Carpentieri[19] en Seis hermanas[20]